# Sud Aviation Caravelle
Caravelle er en flytype med kort til mellemlang rækkevidde. Flytypen blev produceret af den franske fabrik Sud Aviation og blev sat i produktion fra 1958.
Der blev foretaget adskillige testflyvninger, fordi Caravellen var ét af de første jet-passagerfly, og i dag betragtes flyet som en virkelig succes. Et særkende for flytypen er de nærmest trekantede vinduer i passagerkabinen.

## Brugere
Flytypen blev benyttet af bl.a.: 
- Aero Lloyd (Tyskland)
- Air Charter (de)
- Air France
- Air Inter (de)
- Alia
- Alitalia
- Austrian Airlines
- Aviaco (de)
- Finnair
- Hispania Lineas Aéreas (de)
- Iberia
- Indian Airlines
- Istanbul Airlines (de)
- Jugoslovenski Aerotransport (JAT)
- LTU International Airways (de) (Tyskland)
- Luxair
- Middle East Airlines
- Sabena
- SAS
- SAT Flug (de)
- Sterling
- Sultan Air (de)
- Swissair
- Syrian Arab Airlines
- TAP Air Portugal
- Thai Airways International
- Trabajos Aéreos y Enlaces (de) (TAE)
- Transavia
- Transeuropa (de)
- Transwede (de)
- Tunisair
- United Airlines

Totalt blev der produceret 282 fly frem til 1972, og i 2002 var der kun 8 fly i drift, mens enkelte fly kan beses på museer rundt omkring i verden. Der har ikke været nogen flyvedygtig Caravelle i verden siden 2006.
På Norsk Teknisk Museum i Oslo kan man finde SAS-flyet Finn Viking, et andet tilsvarende fly, Ulf Viking kan beundres på Danmarks Tekniske Museum i Helsingør og et ombygget tidligere SAS-fly Dag Viking, solgt til det svenske forsvar i 1971 og omdøbt TP 83, kan ses på Flygvapenmuseum i Linköping.

## I populærkultur
I slutningen af filmen Olsen-banden går amok fra 1973 ses banden gå om bord i et rød/hvid farvet Super 12 Caravelle med destination Mallorca. Flyene fra daværende Sterling Airways er desuden med i mange scener i de forskellige Olsen-banden film. I Pigen og millionæren (1965) ses en Air France-Caravelle.

## Ekstern henvisning
- Wikimedia Commons har flere filer relateret til Sud Aviation Caravelle
- Caravelle på Danmarks Tekniske Museum